# 21434 Стенчан
21434 Стенчан (21434 Stanchiang) — астероїд головного поясу, відкритий 31 березня 1998 року.
Тіссеранів параметр щодо Юпітера — 3,627.